# Galaxy Angel: Eternal Lovers
Galaxy Angel: Eternal Lovers (ギャラクシーエンジェル エターナルラヴァーズ?, Gyarakushī Enjeru Etānaru Ravāzu) è un videogioco pubblicato dalla Broccoli per Windows il 20 agosto 2004 e per PlayStation 2 il 24 febbraio 2005. Il videogioco, pubblicato esclusivamente in Giappone, fa parte del franchise Galaxy Angel, ed è il terzo di tre videogiochi.

## Colonna sonora
Sigla di apertura
- Angelic Symphony cantata da Hiromi Satō

Sigle di chiusura
- Eternal Love 2004 cantata da Hiromi Satō (Windows)
- Owarinai Prelude cantata da Hiromi Satō (PlayStation 2)

## Accoglienza
Al momento dell'uscita, i quattro recensori della rivista Famitsū hanno dato un punteggio di 28/40 alla versione per PlayStation 2.